# ヒメノアキラ
ヒメノアキラは日本のシンガーソングライター。
京都府京丹後市出身。血液型はA型。

## 概要
2000年妃野アキラでメジャーデビュー。
ライヴではピアノ弾き語りのスタイルで歌うことが多い。
バンドライヴも行っており、ベース石井康幸とドラム田村圭と共に、トリオ編成のライヴも行っている。
動物看護師の資格を持っていたこともあり、動物系イベントや、保護団体のテーマソングを書き下ろしたり保護活動イベントを開催することもある。

## 来歴
父親がギタリストと、楽器店（あんだんて）を営んでいたことから、3歳からピアノを習う。
自然と歌を作るようになりピアノ弾き語りのスタイルで地元で歌うようになるが、田舎で歌っていてもダメだ、と大阪へ出る。
大阪のライヴハウスで歌いながらデモテープオーディションにも参加し、東京の事務所から声がかかりデビューをつかむ。
2000年
10月25日、シングル「以心伝心お月様」でパイオニアLDCよりデビュー。
2001年
2枚目のシングル「秘密のじゅもん」にはサウンドプロデューサーに永井ルイを迎え、ロック色の強いサウンドへとシフトした。
3枚目のシングル「言葉ひとつ」発売。
2002年
4枚目のシングル「正しい場所」はTBS系音楽番組「CDT.V」と秋元康プロデュースWOW WOW連続ドラマ「ネイル」の主題歌となる。
2003年
サウンドプロデューサーに森本裕二を迎え、ユニークで斬新なファーストアルバム「プラグ」を発売。
2006年
事務所を移籍後、サウンドプロデューサーに片岡大志を迎えた2枚目のアルバム「虹色アンプ」を発売。
音楽フリーペーパーmusic UPsでコラムの連載、ラジオパーソナリティ、ミニストップの店内放送でコーナーを持つなど音楽活動のほかにも精力的に取り組む。
2007年
事務所の移籍と同時にアーティストネームを「ヒメノアキラ」に改名。
ピアノトリオバンド「クラプルーフ」として1年間活動する。
（ベース石井康幸、ドラム中村憲司）ミニアルバム「Glissando」発売。
2009年
独立。
andante recordを設立。
6枚目のシングル「勇敢な鳥」を自身のレーベルから発売。
2010年
3枚目のアルバム「ハジマリのまばたき」発売。
FM NACK5「The Nutty Radio Show おに魂」でコーナー番組「ヒメノアキラのメル友は宇宙人」担当。
2013年
4枚目のアルバムではサウンドプロデューサーに渡辺善太郎を迎えた「風を待つ地球儀」を発売。
2018年
活動の拠点を東京から京都市内へ移す。
2020年
6枚目のアルバム「SINGER SONG WRITER」発売。
ユーフォニアム奏者のゴンドウトモヒコ(anonymass / pupa / METAFIVE / 蓮沼執太フィル)をサウンドプロデュースに迎えた３曲を含む、本人をして史上１番瑞々しくエモーショナルと言わしめる作品。
2022年
病気をきっかけに地元の京丹後へ帰る。
2024年
地元コミュニティFM「あんだんてな夜」毎週月曜18時から生放送開始

## ディスコグラフィ

### シングル
|     | 発売日         | タイトル       | 規格品番   | 収録曲                                               | 備考           |
| --- | -------------- | -------------- | ---------- | ---------------------------------------------------- | -------------- |
| 1st | 2000年10月25日 | 以心伝心お月様 | JOCL-0003  | 1. 以心伝心お月様 2. 君とみかん                      | J-1RECORD      |
| 2nd | 2001年4月25日  | 秘密のじゅもん | JOCL-0007  | 1. 秘密のじゅもん 2. サイコウ＊DNA                   | J-1RECORD      |
| 3rd | 2001年7月25日  | 言葉ひとつ     | JOCL-0009  | 1. 言葉ひとつ 2. せとぎわ 3. 言葉ひとつ(piano ver.） | J-1RECORD      |
| 4th | 2002年1月23日  | 正しい場所     | JOCL-00010 | 1. 正しい場所 2. 深海                                | J-1RECORD      |
| 5th | 2002年11月13日 | 声             | ASCD-009   | 1. 声 2. 声（album ver.)                             | アルマストーン |
| 6th | 2009年4月26日  | 勇敢な鳥       | ADTR-001   | 1. 勇敢な鳥 2. 喜びのポケット                        | andante record |

### アルバム
|     | 発売日         | タイトル           | 規格品番  | 収録曲 | 備考           |
| --- | -------------- | ------------------ | --------- | --- | -------------- |
| 1st | 2003年1月22日  | プラグ             | ASCD-001  | 1. ここに生まれたあたしは 2. かくしごと 3. 正しい場所 4. ワルツへ単調～カレーライスの調べ～ 5. 声 6. 恋人 7. 同じ星 8. 言葉ひとつ 9. 乙女心と恋心 10. 愛と呼べるもの                                                                    | アルマストーン |
| 2nd | 2006年7月26日  | 虹色アンプ         | DDCZ-1388 | 1. ハローハロー 2. 春咲小紅 3. ロマニスト 4. 雑種ジローの考察記録 5. バスルーム 6. バイバイサンキュー 7. エンドロール | ヘッドワークス |
| 3rd | 2010年11月3日  | ハジマリのまばたき | ADTR-002  | 1. 声がなくなるまで〜プロローグ〜 2. Today is Tomorrow 3. 勇敢な鳥 4. ワガタメ 5. 涙の音 6. シンパシーとワンダー 7. ありがとね。 8. 好きな人はいますか 9. 愛はあたしを救う 10. グリーンランド 11. 今 12. 声がなくなるまで〜エピローグ〜 | andante record |
| 4th | 2013年10月4日  | 風を待つ地球儀     | ADTR-003  | 1. yes 2. 対極 3. アサヤケ 4. なんでもない日おめでとう 5. 花かんむり 6. リフレイン 7. 虹の橋 8. 夜明け前 9. I 10. 名もなき声 | andante record |
| 5th | 2014年11月23日 | くちびるにうたを   | ADTR-00４ | 1. くちびるにうたを 2. 朝は来る 3. ToiToiToi 4. 引っ越しの夜 5. 雨降る部屋 6. 祭のあと 7. 2014年、夏、沖縄 | andante record |
| 6th | 2020年12月2日  | SINGER SONG WRITER | ADTR-007  | 1. 2020年4月 2. 誕生日おめでとう 3. 月のいない夜に限って 4. 東京 5. HO・N・KI・desuka 6. めんどくさい 7. 嘘だよ、ほんとはね 8. 雨音 9. OH MY GOD 10. 故郷を遠くに思いけり 11. キミに会えたら                                            | andante record |

### 参加作品
| 発売日        | タイトル                | 規格品番  | 収録曲   |
| ------------- | ----------------------- | --------- | -------- |
| 2010年1月13日 | If The Girls Are United | EHCD-0010 | 勇敢な鳥 |